# Repertorio economico amministrativo
Il repertorio delle notizie economiche e amministrative (REA), in Italia, è un archivio tenuto dalle camere di commercio. Raccoglie tutti gli avvenimenti di rilevanza amministrativa o economica sulle imprese, costituendo un'integrazione al registro di queste.

## Funzioni
Il REA raccoglie tutta una serie di dati relativi all'attività dei soggetti iscritti al Registro imprese per i quali è previsto l'obbligo di denuncia presso la camera di commercio competente, ma non l'iscrizione presso lo stesso Registro Imprese; tra questi dati sono compresi: inizio, modifica e cessazione di attività; apertura e chiusura di unità locali; variazioni di residenza di soci e amministratori.

## Soggetti obbligati
Tutti i soggetti iscritti al Registro imprese si trovano automaticamente ad avere una posizione aperta nel REA, mentre sussiste per altri soggetti non obbligati all'iscrizione al Registro imprese, l'obbligo di iscrizione al REA; i soggetti in questione sono:
- associazioni, fondazioni, comitati e altri enti non societari che esercitano un'attività commerciale o agricola, ma per i quali l'esercizio d'impresa non sia l'attività esclusiva o prevalente;
- imprese con sede principale al di fuori del territorio nazionale che aprano un'unità locale in Italia.

Dal 2012, le persone fisiche che cessano di esercitare l'attività di agente o mediatore commerciale o marittimo e che, al fine di mantenere il requisito abilitante, dovranno iscriversi al REA entro 90 giorni dalla cessazione dell'attività.

### Fonti normative
- Art. 9 del Decreto del Presidente della Repubblica 7 dicembre 1995, n. 581;
- Art. 2, c. 2, lett. A della Legge 29 dicembre 1993, n. 580.